# Alyla Browne
Alyla Browne (Sydney, 7 april 2010) is een Australisch jeugdactrice. Ze is onder andere bekend van haar rol als een jonge Imperator Furiosa in Furiosa: A Mad Max Saga en haar hoofdrol als Charlotte in de film Sting.

## Biografie
Browne werd geboren in Sydney. Haar ouders verhuisden naar de Verenigde Staten toen ze zes weken oud was. Haar vader is een kunststofafval magnaat.
Haar liefde voor acteren genereerde Browne mede door haar twee zussen die acteerlessen volgden aan het Beverly Hills Playhouse. Ze ging zelf naar de acteerschool in Sydney.
Browne begon met acteren in televisiereclames op zesjarige leeftijd. Haar eerste televisierol was in Mr Inbetween, een Australische zwarte komedie serie uit 2019.
Ze verscheen als de dochter van Masha Dimitrichenko in Nine Perfect Strangers, als Alice Hart in The Lost Flowers of Alice Hart, een jonge Alithea Binnie in Three Thousand Years of Longing en als Verity in de Australische film The Secret Kingdom.
In 2021 werd Browne gecast als een jonge Imperator Furiosa in de film Furiosa: A Mad Max Saga. Regisseur George Miller vond Browne zeer sterk lijken op een jonge Furiosa en ze had reeds indruk gemaakt door een spagaat te maken op de set van Three Thousand of Longing.
Browne werd in februari gecast als Maria Robotnik in Sonic the Hedgehog 3. Hetzelfde jaar speelde ze de hoofdrol van Charlotte in de horrorfilm Sting, die verscheen in april 2024.

## Filmografie

### Films
| Jaar | Titel                           | Rol                     | Opmerkingen |
| ---- | ------------------------------- | ----------------------- | ----------- |
| 2020 | Children of the Corn            | Angela Pratt            |             |
| 2022 | Three Thousand Years of Longing | Jonge Alithea Binnie    |             |
| 2023 | The Secret Kingdom              | Verity                  |             |
| 2023 | True Spirit                     | Jonge Jessica           |             |
| 2024 | Sting                           | Charlotte               |             |
| 2024 | Furiosa: A Mad Max Saga         | Jonge Imperator Furiosa |             |
| 2024 | Sonic the Hedgehog 3            | Maria Robotnik          |             |

### Televisie
| Jaar | Titel                          | Rol        | Extra |
| ---- | ------------------------------ | ---------- | ----- |
| 2019 | Mr Inbetween                   | Maddy      |       |
| 2021 | Nine Perfect Strangers         | Tatiana    |       |
| 2023 | The Lost Flowers of Alice Hart | Alice Hart |       |

## Prijzen en nominaties
| Jaar | Prijs                | Categorie                                               | Film                           | Uitslag     |
| ---- | -------------------- | ------------------------------------------------------- | ------------------------------ | ----------- |
| 2024 | Young Artists Awards | Beste actrice in een serie – jonge actrice              | The Lost Flowers of Alice Hart | Genomineerd |
| 2024 | Logie Awards         | Graham Kennedy Award voor meest populaire nieuwe talent | The Lost Flowers of Alice Hart | Genomineerd |